# Thomas Petersen
Thomas Petersen (* 9. September 1968 in Hamburg) ist ein deutscher Kommunikationswissenschaftler und Meinungsforscher. Petersen war in der Amtszeit 2009/2010 Präsident der internationalen Fachgesellschaft World Association for Public Opinion Research (WAPOR). Gemeinsam mit Elisabeth Noelle-Neumann ist er Autor des Buches „Alle, nicht jeder“, eines Standardwerkes für die akademische Lehre und die Praxis der Umfrageforschung.

## Leben
Thomas Petersen studierte Publizistik, Alte Geschichte und Vor- und Frühgeschichte in Mainz. Nach dem Examen 1993 wurde er Wissenschaftlicher Mitarbeiter am Institut für Demoskopie Allensbach. Seit 1999 war er National Representative der WAPOR für Deutschland. 2001 wurde er mit einer Arbeit über die Methodik des Feldexperimentes in der Umfrageforschung promoviert. Thomas Petersen habilitierte sich 2010 an der Philosophischen Fakultät der Technischen Universität Dresden in einem kumulativen Verfahren zum Thema „Die Wirkung von Bildsignalen in der Medienberichterstattung auf die Meinungsbildung der Bevölkerung“.
Petersen übernahm regelmäßig Lehraufträge an den Universitäten Krems an der Donau und Mainz. 2007 vertrat er die Professur für methodische und historische Grundlagen der Politikwissenschaft an der Universität Hamburg. Seit 2011 gab er regelmäßig Lehre (mindestens einmal jährlich) an der Technischen Universität Dresden. Dort ist er seit 2010 Privatdozent. 2015 hatte er einen Lehrauftrag für Marktforschung an der Universität Wuppertal, 2019 einen Lehrauftrag für Empirical Market & Trend Research an der Zeppelin Universität Friedrichshafen. Er war Sprecher der Fachgruppe Visuelle Kommunikation der Deutschen Gesellschaft für Publizistik- und Kommunikationswissenschaft. Seine Forschungsinteressen und Publikationen umfassen neben visueller Kommunikation und Methoden der Meinungsforschung auch die Wahlforschung und die Theorie der öffentlichen Meinung.

## Werke

### Buchpublikationen
- Elisabeth Noelle-Neumann, Thomas Petersen: Alle, nicht jeder. Einführung in die Methoden der Demoskopie. dtv, München 1996, ISBN 3-423-04688-0.
- Thomas Petersen: Das Feldexperiment in der Umfrageforschung.  Campus, Frankfurt am Main 2002, ISBN 3-593-37014-X.
- Thomas Petersen: PR-Arbeit in der Antike. Wie Augustus zum vielleicht erfolgreichsten Politiker aller Zeiten wurde. Signum, München 2005, ISBN 3-7766-8001-6.
- Thomas Petersen, Tilman Mayer: Der Wert der Freiheit. Herder, Freiburg im Breisgau 2005, ISBN 3-451-20917-9.
- Meinhard Miegel, Thomas Petersen: Der programmierte Stillstand. Das widersprüchliche Verhältnis der Deutschen zu Wirtschaftswachstum und materieller Wohlstandsmehrung. Olzog, München 2008, ISBN 978-3-7892-8258-4.
- Thomas Petersen: Der Fragebogen in der Sozialforschung. UVK, Konstanz 2014, ISBN 978-3-8252-4129-2.
- Thomas Petersen: Die Vermessung des Bürgers. Wie Meinungsumfragen funktionieren. UVK, Konstanz 2015, ISBN 978-3-7445-0829-2.

### Beiträge in wissenschaftlichen Fachzeitschriften
- Thomas Petersen (2005): Testing Visual Signals in Representative Surveys. In: International Journal of Public Opinion Research. 17, S. 456–472.
- Thomas Petersen, Olaf Jandura (2007): Testing Visual Signals in Representative Surveys in Combination with Media Content Analyses of the 2002 German Federal Election Campaign. In: International Journal of Public Opinion Research. 19, S. 89–96.
- Thomas Petersen (2006): Ein Experiment zur potentiellen Wirkung von Gegendarstellungen als Gegengewicht zu einer skandalisierenden Berichterstattung. In: Publizistik. 51, S. 153–167.
- Nikolaus Jackob,  Thomas Petersen, Thomas Roessing (2008): Strukturen der Wirkung von Rhetorik. Ein Experiment zum Wirkungsverhältnis von Text, Betonung und Körpersprache. In: Publizistik. 53, S. 215–230.
- Thomas Petersen (2016): Wandlungen des Christentums in Deutschland. In: Die Neue Ordnung. Nummer 5/2016, S. 324-335.
- Thomas Petersen (2018): 1968 und die Bewältigung der Diktatur im Spiegel der Demoskopie. In: Historisch-politische Mitteilungen. 25, S. 19–35.
- Thomas Petersen (2019): Rechtsbewusstsein in den neuen Bundesländern und die Aufarbeitung der SED-Diktatur. In: Neue Justiz. 6, S. 244–247.
- Thomas Petersen (2020): Früher war das Wetter auch schon früher besser. Eine kleine Geschichte des Kulturpessimismus in der Bundesrepublik Deutschland, nachgezeichnet anhand der Bevölkerungsumfragen des Instituts für Demoskopie Allensbach. In: Zeitschrift für Politik. 67, S. 185–203.